# Роєшть (Вилча)
Роєшть, Роєшті (рум. Roești) — село у повіті Вилча в Румунії. Входить до складу комуни Роєшть.
Село розташоване на відстані 168 км на захід від Бухареста, 32 км на південний захід від Римніку-Вилчі, 68 км на північ від Крайови, 146 км на південний захід від Брашова.

## Населення
За даними перепису населення 2002 року у селі проживала 391 особа, усі — румуни. Усі жителі села рідною мовою назвали румунську.